# Aleksandre Iaschwili
Aleksandre Iaschwili (georgisch ალექსანდრე იაშვილი; englisch Aleksandr Iashvili, im deutschen Sprachraum überwiegend Alexander Iashvili; * 23. Oktober 1977 in Tbilissi, Georgische SSR, Sowjetunion) ist ein ehemaliger georgischer Fußballspieler und heutiger Sportfunktionär.

## Karriere

### Vereine
Iaschwili spielte für den georgischen Spitzenklub Dinamo Tiflis und wechselte im Januar 1997 auf Leihbasis zum deutschen Zweitligisten VfB Lübeck. Im Sommer desselben Jahres kehrte er zu seinem Heimatverein zurück.
Im Oktober 1997 wurde Iaschwili vom SC Freiburg verpflichtet. Mit den Badenern stieg er im Folgejahr unter Trainer Volker Finke in die Fußball-Bundesliga auf. Der Offensivspieler spielte sich schnell in den Stamm der Mannschaft und erzielte in insgesamt sechs Bundesligajahren und 147 absolvierten Partien 29 Tore für die Südbadener. Damit war er lange Zeit Freiburgs Rekordtorschütze im Fußball-Oberhaus, ehe er im Jahr 2011 von Papiss Cissé eingeholt wurde. In der Saison 2005/06 wurde Iaschwili zum Mannschaftskapitän gewählt, in der Folgesaison fungierte er als Stellvertreter von Kapitän Soumaila Coulibaly.
Iaschwili wechselte zur Saison 2007/08 ablösefrei zum damaligen Erstligisten Karlsruher SC. Er erhielt einen Vertrag bis 2010. Am 1. März 2008 erzielte er beim 3:1-Heimsieg in der Bundesliga gegen den VfL Wolfsburg seinen ersten Pflichtspieltreffer für Karlsruhe. In der folgenden Saison traf er in der Liga noch drei Mal; am Saisonende stieg der KSC in die Zweite Bundesliga ab. Nach dem Abstieg der Nordbadener im Jahr 2009 wurde sein Vertrag bis 2013 verlängert. Zu Beginn der Saison 2009/10 wurde Iaschwili zum neuen Mannschaftskapitän ernannt. In der Folge war er unumstrittener Stammspieler und trug regelmäßig Tore bei, auch wenn er sich eher durch seine Dribblings und seine Ballkontrolle denn durch Abschlussstärke auszeichnete. Im Sommer 2012 verlor Iaschwili mit Karlsruhe die Relegation gegen den SSV Jahn Regensburg und stieg in die 3. Liga ab. Nach dem Abstieg des KSC unterschrieb er zur Saison 2012/13 beim Zweitligisten VfL Bochum.
Für die Saison 2013/14 wechselte Iaschwili zu İnter Baku. Nach einer Pause von einem halben Jahr spielte er ab Januar 2015 beim georgischen Aufsteiger FC Samtredia und ab Beginn der Saison 2015/2016 wieder bei Dinamo Tiflis. Im Sommer 2016 beendete Iaschwili seine Karriere im Alter von 38 Jahren.

### Nationalmannschaft
Seit 1998 spielte Iaschwili für die georgische Fußballnationalmannschaft. Bei seinem Debüt war er 19 Jahre alt und ist damit der zweitjüngste Debütant der Georgier. Insgesamt absolvierte er 68 A-Länderspiele und schoss 15 Tore.
In den Jahren 2004 und 2008 wurde er zum Georgischen Fußballer des Jahres gewählt.

### Funktionär
Seit Juni 2016 ist Iaschwili Vizepräsident des georgischen Fußballverbandes und damit Chef der Nationalmannschaft.